# Alexandra Nechita
Alexandra Nechita est une artiste roumano-américaine peintre et philanthrope cubiste née le 27 août 1985 à Vaslui. Elle a été surnommée la « Petite Picasso » par les médias et la communauté artistique et elle est largement reconnue pour ses peintures et sa vision de l'art.

## Carrière
Nechita attire l'attention nationale au début de 1997 lorsqu'elle est choisie pour concevoir le 39e programme annuel des Grammy Awards. Nechita est invitée à l'émission Oprah Winfrey Show et a joué avec de nombreuses célébrités, dont Bill Clinton. En plus des apparitions de talk-shows, elle a joué dans la comédie de jeunesse pour adolescents Boy Meets World dans l'épisode 1998 Better Than The Average Cory. Son talent et ses similitudes perçues avec Pablo Picasso l'ont amenée à être connue sous le nom de « Petite Picasso ». Elle était connue comme une enfant prodige jusque tard dans son adolescence, et vendait régulièrement ses peintures pour 100 000 $ ou plus.
En novembre 1999, Nechita est choisie par la Fédération mondiale des associations des Nations unies pour diriger une initiative mondiale sur les arts impliquant plus de 100 pays.  En 2005, Alexandra Nechita dévoile son monument de la paix des Nations unies pour l'Asie à Singapour, qui sera exposé à l'école catholique. Ses œuvres sont vendues et exposées à divers endroits dans le monde et ses collectionneurs incluent Ellen DeGeneres, Alec Baldwin, Oprah Winfrey, Melissa Etheridge, Lee Iacocca, Calvin Klein, Whoopi Goldberg, Little Richard et Paul Stanley du groupe de rock Kiss,.  Le théâtre de son lycée, le lycée luthérien d'Orange County, porte son nom.
Nechita fait partie des prix du Conseil des sélectionneurs de Jefferson pour la fonction publique.